# Hans Georg Wunderlich
Hans Georg Wunderlich (ur. 19 stycznia 1928 w Stuttgarcie, zm. 28 maja 1974 tamże) – niemiecki geolog.

## Życiorys
Studiował geologię w Bonn i Getyndze. W 1963 uzyskał profesurę w Getyndze, w 1970 został profesorem geologii i paleontologii w Stuttgarcie.
W czasie badań geologicznych na Krecie zainteresował go Pałac w Knossos. Stworzył alternatywną względem klasycznych badań Arthura Evansa wizję kultury minojskiej, dopatrując się w niej wyraźnego kultu zmarłych, przypominającego obyczaje egipskiego Starego Państwa.
W pracy Tajemnica Krety. Dokąd Byk porwał Europę, czyli o korzeniach kultury (1972) przeanalizował wykopaliska na Krecie z punktu widzenia geologii i znalazł kilka nieścisłości w teorii Evansa. Wykazał na przykład, że urządzenia uznane za wanny kąpielowe wykonane były z materiałów mało odpornych na wodę i jego zdaniem pełniły raczej funkcję sarkofagów. Domniemane świetliki były szybami wentylacyjnymi.
Ponadto Wunderlich uważał za mało prawdopodobne, że położone na wzgórzach nieosłonione "pałace" i "wille" były zamieszkane, zwłaszcza że nie miały zapewnionego dostępu do wody. Na podstawie wielu podobnych obserwacji doszedł do wniosku, że ludność w epoce minojskiej mieszkała na nizinach i tzw. "pałace" i "wille" w Knossos były świątyniami umarłych.

## Publikacje
- Tektonik und Metamorphose der Bündener Schiefer in der Umgebung des Gotthardmassivs (1957, z W. Pleßmannem)
- Aufbau und Altersverhältnis der Tektonik- und Metamorphose-Vorgängen in Bündenerschiefer Nordtessins und Graubündens (1958)
- Deckenbau, Faltung und Lineation in den Ligurischen Alpen und im angrenzenden Apennin (1958)
- Zur Tektonik und Metamorphose der Apuanischen Alpen (1960)
- Wesen und Ursachen der Gebirgsbildung (1966)
- Einführung in die Geologie (1968)
- Tajemnica Krety. Dokąd Byk porwał Europę, czyli o korzeniach kultury (1972)
- Bau der Erde. Geologie der Kontinente und Meere, 2 Bände (1973-1975)
- Die Steinzeit ist noch nicht zu Ende. Eine Psycho-Archäologie des Menschen (1974)
- Das neue Bild der Erde. Faszinierende Entdeckungen der modernen Geologie (1975)